# 四格格

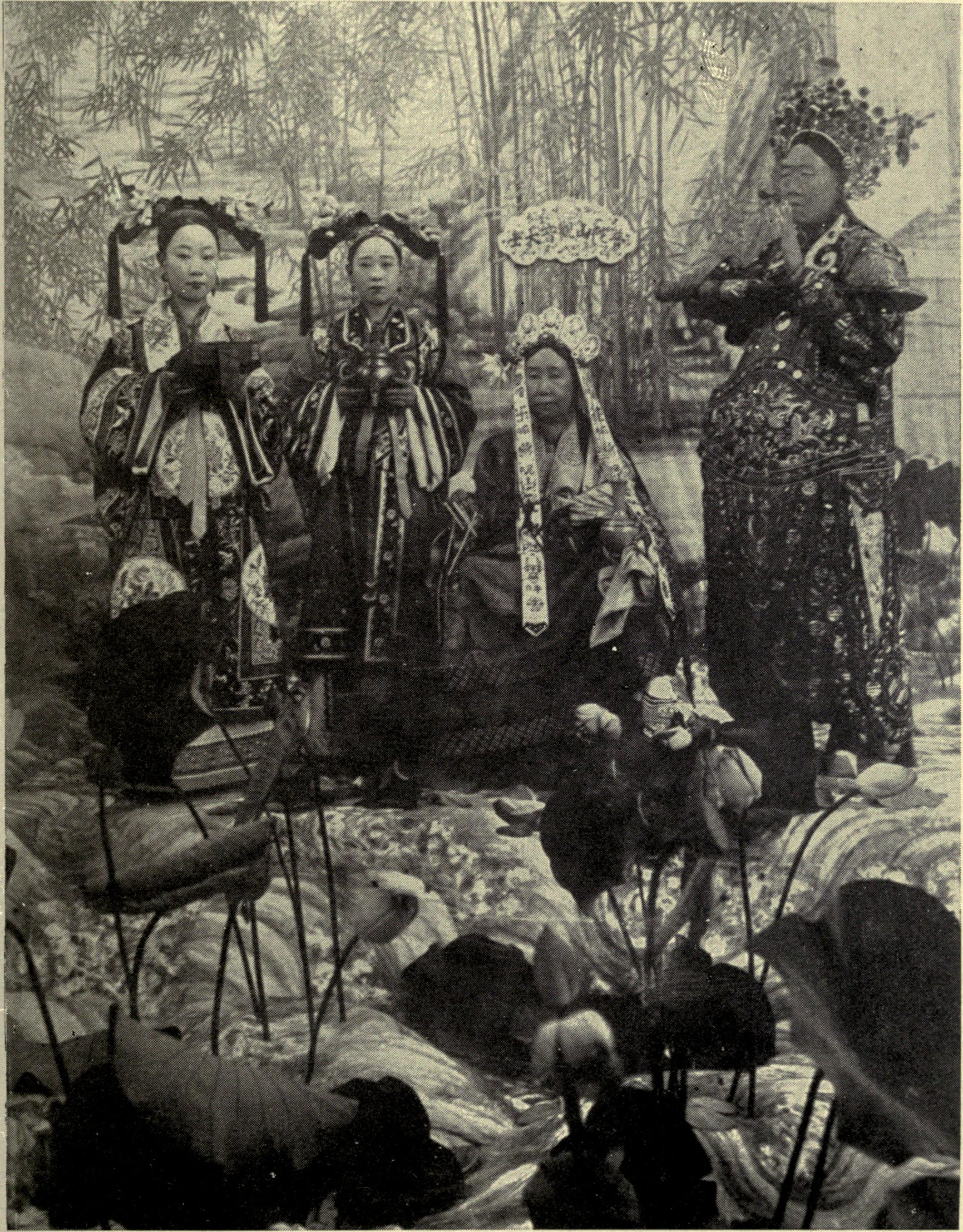
慈禧太后扮观世音，李莲英扮善才童子的照片。未知两位龙女中哪一位是四格格。

四格格:26（1880年—1943年），名載抒，人称熙九太太，晚清时宗室女:277。
她是庆亲王奕劻第四女。生母大侧福晋合佳氏。同母兄弟载振，同母姐二格格。据载振之子、侄子溥铨回忆文章称，她是慈禧太后最喜歡的女伴，长年在后宫作伴。陪伴慈禧太后玩乐、照相，但慈禧太后不對她談論國家大事。她被賜婚給直隶总督裕禄的第九子熙俊，於是被稱為熙九太太。由于慈禧太后很少让她回家，夫妻很少同居:277。
光緒二十六年（1900年），丈夫熙俊得疾而死，慈禧太后讓廣儲司發銀五百兩給四格格，以示體恤。丧夫不久，慈禧太后又讓四格格入宮陪伴。一次慈禧太后扮南海观世音，李莲英扮善才童子，她扮彩衣龙女照相。由于须穿彩衣、化妆，丧夫不久的四格格回家后表达不满，家人进行劝慰:276—277。
清史专家朱家溍指四格格、元大奶奶，以及德龄、容龄姐妹仅是陪伴慈禧太后的女伴，在宫廷中“即无编制，也无名份”，并非清宫女官:26—27。四格格容貌極好，善解人意，可惜命運弄人，四格格一直到1943年去世。